# الجامعة الإسلامية لتعليم الدين
الجامعة الإسلامية لتعليم الدين في دابل (أو دبل الجامعة الإسلامية أو الجامعة الإسلامية دبل) هي مدرسة دينية إسلامية ديوبندية في دابل في غوجارات [الإنجليزية]، بالهند.

## نمط التعليم
تتكون الجامعة من الأقسام التالية:
- ناظرة القرآن
- تحفيظ القرآن الكريم
- قسم التجويد ( علم الأصوات القرآنية)
- قسم الشريعة الإسلامية (المفتي)
- قسم الفقه الإسلامي
- قسم الحديث
- قسم التفسير
- قسم اللغة العربية
- قسم اللغة الفارسية
- قسم الطوائف المنحرفة

## خريجون بارزون
- يوسف بنوري
- عزيز الحق
- محمد سعيد بزرك سيملاكي، محامي الجامعة السابق
- محمد مالك كاندهلوي
- سيد أزهر شاه قيصر [الإنجليزية] [7]
- عبد الحي إسماعيل بسم الله، مدرس سابق ومهتم بالجامعة
- إبراهيم ديساي
- غلام الله خان [الإنجليزية]
- عبد الله باتيل كابودراوي
- أحمد مولانا محمد سعيد بزرك. (مهتم الجامعة)
- عبدالرحمن بزرك (ناياب مهمم)

## طالع أيضًا
- دار العلوم ديوبند
- دار العلوم كراتشي [الإنجليزية]
- دار العلوم لندن [الإنجليزية]

## روابط خارجية
- شيخ الحديث مولانا فضل الرحمن